# Harry Nyquist
Harry Nyquist (teljes nevén: Harry Theodor Nyqvist, családi nevének eredeti helyes ejtése /nükviszt/, azonban leggyakrabban angolos kiejtéssel: /nájkviszt/) (Kils, Värmland tartomány, Svédország, 1889. február 7. – Harlingen, Texas, 1976. április 4.) svéd származású amerikai villamosmérnök, fizikus, aki jelentősen hozzájárult a villamosságtan és a kommunikáció elméletéhez. Ezen belül különösen a négypólus elmélethez és a mintavételezés elméletéhez.

## Származása, családja

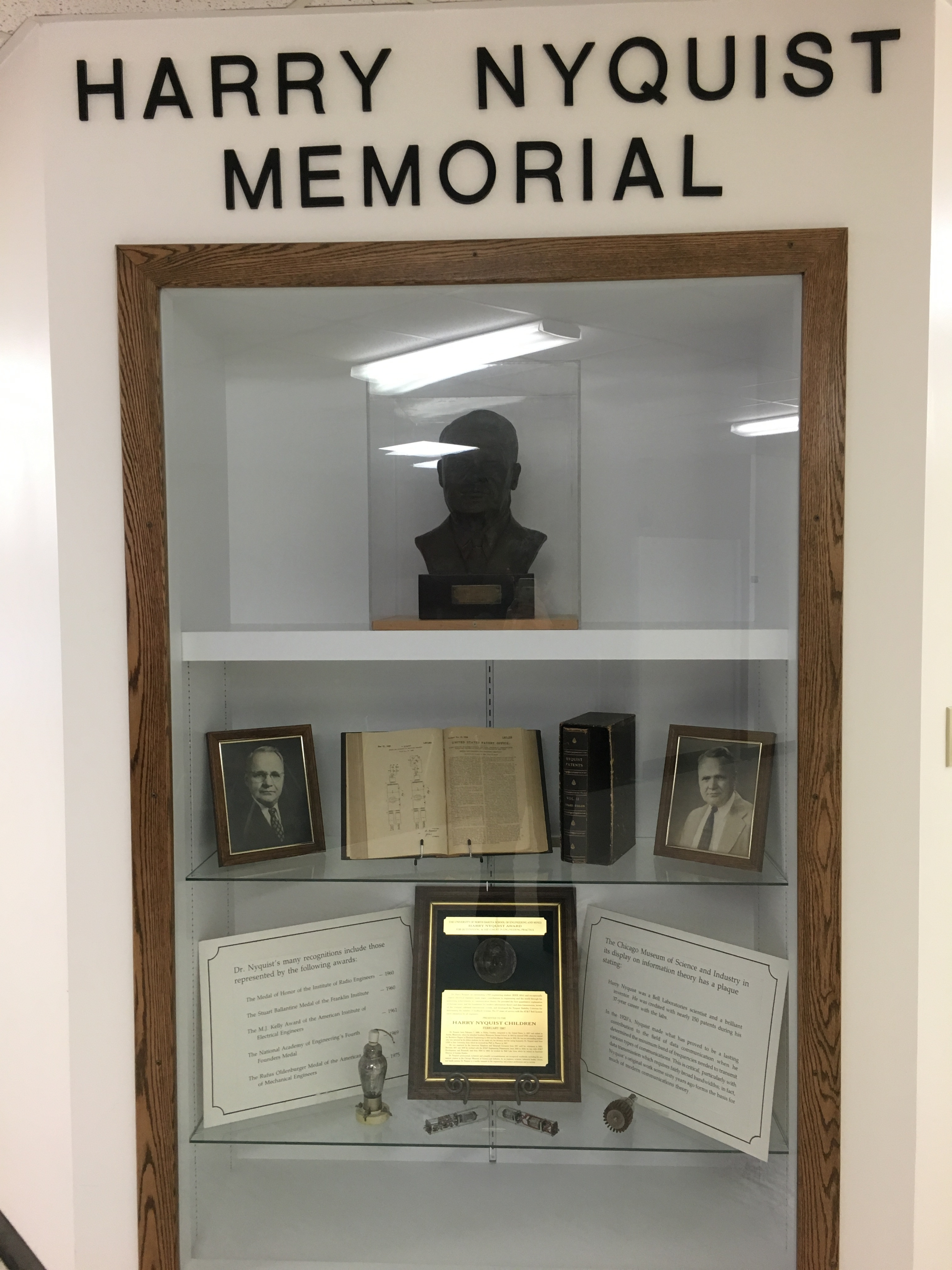
Nyquist emléksarok az Észak-Dakotai Egyetemen.

A svédországi Värmland tartomány Kils község Nilsby kerületének Stora Kil-i plébániájában született Lars Jonsson Nyqvist (született 1847-ben) és Katrina Eriksdotter (született 1857-ben) fiaként. Hét testvére volt: Elin Teresia, Astrid, Selma, Harry Theodor, Aemelie, Olga Maria és Axel. 1907-ben telepedett le az Egyesült Államokban.

## Magasabb szintű tanulmányai
1912-től járt az Észak-Dakotai Egyetemre, ahol 1914-ben főiskolai (BS), majd 1915-ben egyetemi villamosmérnöki (MS) végzettséget szerzett. Egyetemi doktori (Ph.D.) fokozatát fizikában szerezte meg a Yale Egyetemen 1917-ben.

## Élete, munkássága
Az AT&T amerikai távközlési nagyvállalat Fejlesztési és Kutatási részlegén helyezkedett el 1917-től, és ott dolgozott 1934-ig, majd 1954-es nyugdíjba vonulásáig a Bell Laboratóriumban (Bell Telephone Laboratories) végzett kutatásokat.
A Bell Laboratories mérnökeként Nyquist jelentős munkát végzett a hőzaj („Johnson-Nyquist-zaj”), továbbá a visszacsatolt erősítők stabilitásának kérdéseivel foglalkozó kutatásaival, a távíró, a telefax, a televízió és más fontos kommunikációs rendszerek problémáinak feltárásával és megoldásának megalapozásával. Herbert E. Ives segítségével fejlesztette ki az AT&T első, 1924-ben bemutatott faxkészülékét. 1932-ben mára klasszikussá vált tanulmányt jelentetett meg a visszacsatolt erősítők stabilitási kérdéseiről. A Nyquist stabilitási kritérium megtalálható a visszacsatolás és vezérlés elméletéről szóló összes tankönyvben.
Korai elméleti munkája az információ továbbítás sávszélességi követelményeinek meghatározására irányult. Claude Shannon később ezekre alapozta munkásságát, ami az információelmélet kidolgozásához vezetett. Nyquist ehhez elsősorban azzal a felismeréssel járult hozzá, hogy a távíró (távgépíró) csatornán másodpercenként átmenő független impulzusok hibamentes átviteléhez a csatorna sávszélességének legalább ennek kétszerese szükséges (hertzben megadva), és publikálta is ezeket az eredményeit a szakirodalomban. A Certain factors affecting telegraph speed (~A távíró sebességet befolyásoló tényezők) 1924-ben, a Certain topics in Telegraph Transmission Theory (~A távgépíró átvitel elméletének egyes kérdései) 1928-ban jelent meg. Ezt a szabályt azóta Nyquist-Shannon mintavételi tételként emlegetik.
Nyugdíjba vonulása után a texasi Pharrban élt. 1976. április 4-én hunyt el a texasi Harlingenben.

## Díjai, elismerései
- 1960-ban kapta meg a Rádiómérnökök Szövetsége (IRE - Institute of Radio Engineers, ma: Villamosmérnökök Szövetsége (IEEE -  Institute of Electrical and Electronics Engineers) Elismerő Érdemérmét (Medal of Honor) „a hőzaj, az adatátvitel és a negatív visszacsatolás mennyiségi megértéséhez szükséges alapvető kutatásaiért”.
- 1960 októberében nyerte el a Franklin Intézet Stuart Ballantine Érdemérmét „a kommunikációs rendszerek területén, többek között a távíró átvitel elméletében, az elektromos vezetők hőzajával és a visszacsatolt rendszerek elméletében az elmúlt negyven évben kifejtett kiemelkedő elméleti és gyakorlati munkásságáért.”
- 1969-ben elnyerte az amerikai Nemzeti Mérnöki Akadémia (National Academy of Engineering) negyedik Alapítói Érdemérmét „a műszaki tudományokhoz számos alapvető felfedezésével való hozzájárulásának elismeréséül”.
- 1975-ben Nyquist Hendrik Bode-val együtt kapta meg az Amerikai Gépészmérnökök Társasága (American Society of Mechanical Engineers) Rufus Oldenburger Érdemérmét.

## A nevét viselő természettudományos és műszaki fogalmak
- Nyquist arány - egy jel mintavételezési sebességének (frekvenciájának) legalább kétszeresének kell lennie a jel hullámformájának vételoldali pontos visszaállításához.
- Nyquist diagramm - négypólusok átviteli jellemzőinek szemléltetése tervezéshez és műszaki paramétereinek ellenőrzéséhez
- Nyquist frekvencia - egy rendszer mintavételezési arányának fele; Ezen érték alatti jelfrekvenciák egyértelműen visszaállíthatók.
- Nyquist kritérium - az adatátvitel során a szimbólumok közötti áthallás (ISI - Intersymbol Interference) okozta hibák kiküszöböléséhez
- Nyquist programozási nyelv - a Lisp programozási nyelven alapuló cél programozási nyelv hang szintetizáláshoz és elemzéshez
- Nyquist stabilitási kritérium - erősítők begerjedésének elkerüléséhez
- Nyquist szűrő - az analóg televízió műsorszórásban rendszertől függetlenül világszerte általánosan használ un. csonka oldalsávos amplitudó moduláció video jelének torzításmentes visszaállításához.

## Néhány fontosabb publikációja
- Certain factors affecting telegraph speed (~A távgépíró sebességét befolyásoló tényezők),  Bell System Technical Journal, 3. szám, 1924
- Certain topics in Telegraph Transmission Theory (~A távgépíró átvitel elméletének egyes kérdései), Trans. AIEE, 47. kötet, 1928
- Regeneration theory (~A hibajavítás elmélete),[8] Bell System Technical Journal, 11. kötet, 1932

## Fordítás
- Ez a szócikk részben vagy egészben  a   Harry Nyquist című angol Wikipédia-szócikk ezen változatának fordításán alapul.  Az eredeti cikk szerkesztőit annak laptörténete sorolja fel. Ez a jelzés csupán a megfogalmazás eredetét és a szerzői jogokat jelzi, nem szolgál a cikkben szereplő információk forrásmegjelöléseként.